# 宮本武蔵顕彰武蔵武道館
宮本武蔵顕彰 武蔵武道館（みやもとむさしけんしょう むさしぶどうかん、Musashi Budokan）は岡山県美作市の武蔵の里にある武道館。   

## 概要
日本を代表する武道館となるべく建設された。外観デザインは美作出身の宮本武蔵作とされる刀の鍔 「海鼠透鍔」（なまこすかしつば）をモチーフにしたとされる。

## 施設
1階メインアリーナは剣道場6面のほか、バレーボール、バスケットボールなどの競技に対応できる。2階は観客席（838席）が設置されており、国際大会レベルの剣道大会が開催可能である。
- メインアリーナ1,376 m2（42 m×32 m）
 - 剣道（11 m×11 m）6面、バレーボール2面、バスケットボール1面、バドミントン8面
- 武道場322 m2（23 m×14 m） - 剣道（9 m×9 m）2面、柔道2面
- 付属施設 - 研修室、会議室、体力測定室、健康・体力相談室、休憩室、器具庫、更衣室、シャワー室、放送室、事務室

## 建築概要
- 設計 - 沼田亘
- 竣工 - 2000年5月
- 構造 - メインアリーナ ：鉄筋コンクリート造、地上2階建
- 延床面積 - 6,049 m2（1階4,252 m2、2階1,797 m2）
- 備考 - ハートビル認定建築物

## 国際関係
大原町 (岡山県) - グルエーズ(Gleizé) (フランス)
- 1999年3月4日姉妹都市提携（旧作東町）

## 交通アクセス
- 智頭急行智頭線 宮本武蔵駅 徒歩10分